# 신스구 (타이난시)

신스 구의 위치

신스구(한국어: 신시구, 중국어: 新市區, 병음: Xīnshì Qū)는 중화민국 타이난시의 시할구이다. 넓이는 47.8096km2이고, 인구는 2015년 8월 기준으로 35,764명이다.

## 지리
북쪽은 산화 구와, 동쪽은 산상 구와, 서쪽은 안딩 구와, 서남쪽은 타이난시 안난 구와, 남쪽은 융캉 구, 신화 구와 각각 접하고 있다. 전역이 자난 평원에 속해, 기복이 적은 평지이다.

## 역사
신스 구는 옛날에는 평포족 시라야족 신항사의 거주지였다. 주변의 산간부로부터 타이난 지구로의 교통의 요충지에 위치했기 때문에, 정성공 시대에 취락이 형성되어 교역이 행해지게 되었고, 신흥 시장이라는 뜻으로 '신시'라는 명칭이 생겨났으며, 청대가 되어 신항장(新港庄)이 설치되기에 이르렀다.
일본 통치 시대에는 신이치 역이 설치되면서 발전이 급속도로 진척되었고, 1920년의 타이완 지방제 개편 때 이곳에 신이치 장(新市庄)을 두어 다이난 주 신카 군의 관할로 했다. 전후에는 타이난 현 신스 향으로 개편되어 현재에 이르고 있다.

## 같이 보기
- 타이난시